# ثورة التشوماش عام 1824

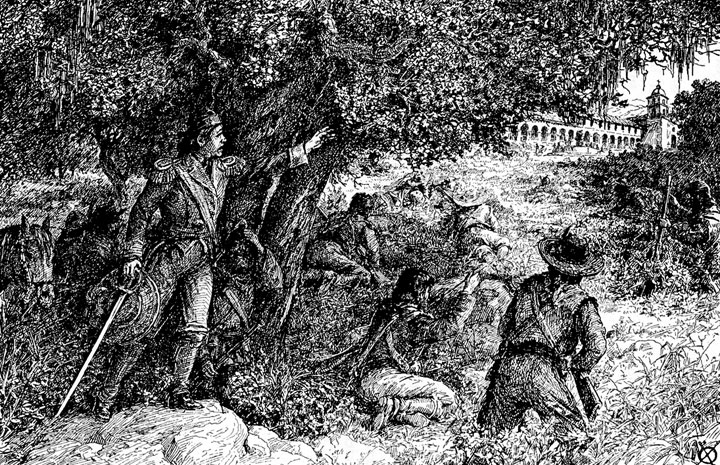
لوحة من القرن التاسع عشر (لألكسندر هارمر) تصور الجنود المكسيكيين تحت نيران قوات تشوماش أثناء تقدمهم نحو مهمة لا بوريسيما.

كانت ثورة تشوماش عام 1824 بمثابة انتفاضة للأمريكيين الأصليين التشوماش ضد الوجود الإسباني والمكسيكي في أراضي أجدادهم. بدأ التمرد بعد وصول 3 بعثات إلى كاليفورنيا في ألتا كاليفورنيا هي: بعثة سانتا إينيس، وبعثة سانتا باربرا، وبعثة لا بوريسيما، وانتشر إلى القرى المجاورة. كانت البعثات الثلاث في مقاطعة سانتا باربرا، كاليفورنيا الحالية. كانت ثورة التشوماش أكبر حركة مقاومة منظمة حدثت خلال الفترتين الإسبانية والمكسيكية في ولاية كاليفورنيا.
خطط التشوماش لتمرد منسق في جميع المهمات الثلاث. بسبب حادثة مع جندي في بعثة سانتا إينيس يوم السبت 21 فبراير، بدأ التمرد مبكرًا. حُرق معظم مجمع بعثة سانتا إينيس. انسحب التشوماش من بعثة سانتا إينيس عند وصول التعزيزات العسكرية، ثم هاجموا بعثة لا بوريسيما من الداخل، وأجبروا الحامية على الاستسلام، وسمحوا للحامية وعائلاتهم وكاهن البعثة بالرحيل إلى سانتا إينيس بسلام. في اليوم التالي، استولى التشوماش على بعثة سانتا باربرا من الداخل دون إراقة دماء، وصدوا هجومًا عسكريًا على البعثة، ثم انسحبوا إلى التلال. استمر التشوماش في احتلال بعثة لا بوريسيما حتى هاجمتهم وحدة عسكرية مكسيكية في 16 مارس وأجبرتهم على الاستسلام. أُرسلت بعثتين عسكريتين إلى التشوماش في التلال، الأولى في أبريل 1824م، ولم تجد عدوًا للقتال وعادت، والثانية، في يونيو، تفاوضت مع التشوماش وأقنعت الأغلبية بالعودة إلى المهمات بحلول 28 يونيو. إجمالًا، شارك في التمرد حوالي 300 جندي مكسيكي وستة مبشرين فرنسيسكان و2000 من التشوماش واليوكوت الأصليين من جميع الأعمار والأجناس.

## التصالح
أُرسلت ثلاث بعثات عسكرية منفصلة لإبلاغ عائلات التشوماش بالعفو عنهم، وأنهم قادرين على العودة بسلام. غادرت البعثة الرئيسية المكونة من 130 جنديًا (بعثة سانتا باربرا) في 2 يونيو 1824. التقى قادة التشوماش بقادة البعثة، بما في ذلك الجنرال بابلو دي لا بورتيو والرهبان ساريا وريبول، في 8 يونيو. سار هذا الاجتماع الأولي بشكل جيد، وعقد اجتماع ثان في 11 يونيو مع مجموعة أكبر بكثير من المنفيين. شُرح العفو لجمهور التشوماش المجتمِع، وأُقيم قداس احتفالي في 13 يونيو.
في الأسبوع التالي، سافر الجنود وقادة الأمريكيين الأصليين عبر المنطقة للعثور على المزيد من المنفيين لمطالبتهم بالعودة. وصل أوائل السكان الأصليين العائدين إلى سانتا باربرا في 16 يونيو، واستمر الوصول لأسابيع. بحلول 28 يونيو، عاد حوالي 816 من أصل ألف شخص من السكان الأصليين.
أقيمت الاحتفالات في البعثات لإحياء ذكرى السلام وعودة الأمريكيين الأصليين، ودُعي يوكوتس للحضور أيضًا. بحلول العام التالي، لم يعد إلى البعثات سوى «أربعة رجال وامرأتين أو ثلاث».